# Patinage artistique aux Jeux olympiques de 2006
Navigation
Salt Lake City 2002 Vancouver 2010
Les épreuves de patinage artistique aux Jeux olympiques d'hiver de 2006 se déroulent du 11 au 23 février 2006 à la Palavela de Turin en Italie.  
Les compétitions regroupent trente-cinq pays et cent quarante-sept athlètes (soixante-quatorze hommes et soixante-treize femmes).
Quatre épreuves sont disputées :
- Concours Messieurs (le 14 février pour le programme court et le 16 février pour le programme libre).
- Concours Dames (le 21 février pour le programme court et le 23 février pour le programme libre).
- Concours Couples (le 11 février pour le programme court et le 13 février pour le programme libre).
- Concours Danse sur glace (le 17 février pour la danse imposée, le 19 février pour la danse originale et le 20 février pour la danse libre)

Le nouveau système de jugement est mis en place pour la première fois aux Jeux olympiques d'hiver. Il avait été testé lors des épreuves du Grand Prix ISU de la saison 2003/2004 et mis en place dans les quatre grands championnats ISU dès la saison 2004/2005 (championnats d'Europe, championnats des quatre continents, championnats du monde juniors et championnats du monde). Il remplace le système de notation 6.0, à la suite du scandale des jeux olympiques d'hiver de 2002.
Les danseurs sur glace ne présentent plus qu'une seule danse imposée aux jeux olympiques au lieu de deux. Cela avait été mis en place au niveau senior dès la saison 2002/2003.

## Qualifications
Les patineurs sont éligibles à l'épreuve s'ils représentent une nation membre du Comité international olympique et de l'Union internationale de patinage (International Skating Union en anglais). Les fédérations nationales sélectionnent leurs patineurs en fonction de leurs propres critères, mais l'Union internationale de patinage exige un score minimum d'éléments techniques (Technical Elements Score en anglais) lors d'une compétition internationale avant les Jeux olympiques.
Sur la base des résultats des championnats du monde 2005, l'Union internationale de patinage autorise chaque pays à avoir de une à trois inscriptions par discipline.
| Entrées | Messieurs                    | Dames                           | Couples                                     | Danse sur glace                              |
| --- | ---------------------------- | ------------------------------- | ------------------------------------------- | -------------------------------------------- |
| 3 | Canada États-Unis            | Japon Russie États-Unis         | Chine Russie                                | Russie États-Unis                            |
| 2 | Belgique Chine France Suisse | Finlande Hongrie Italie Ukraine | Allemagne Canada Pologne Ukraine États-Unis | Bulgarie Canada France Israël Italie Ukraine |
| Les pays non listés dans ce tableau peuvent avoir une entrée si leurs patineurs remplissent des critères de sélections de l'Union internationale de patinage. |                              |                                 |                                             |                                              |

## Participants

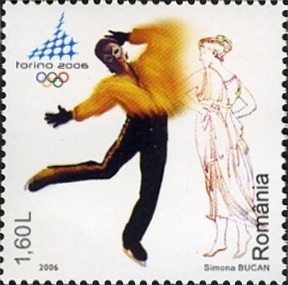
Timbre roumain émis à l'occasion des Jeux olympiques d'hiver

147 patineurs de 35 nations participent aux Jeux olympiques d'hiver de 2006 : 74 hommes et 73 femmes.
La Turquie participe pour la première fois aux épreuves de patinage artistique des Jeux olympiques d'hiver. 
| Pays                 | Participants Hommes | Participantes Femmes | Nombre d'hommes | Nombre de femmes | Nombre total |
| -------------------- | --- | --- | --------------- | ---------------- | ------------ |
| Allemagne            | Stefan Lindemann Rico Rex Robin Szolkowy                                                                                       | Eva-Maria Fitze Aljona Savchenko                                                                                            | 3               | 2                | 5            |
| Arménie              | Vazgen Azrojan | Anastasia Grebenkina | 1               | 1                | 2            |
| Australie            | | Joanne Carter | 0               | 1                | 1            |
| Autriche             | Viktor Pfeifer | | 1               | 0                | 1            |
| Azerbaïdjan          | Igor Lukanin | Kristin Fraser | 1               | 1                | 2            |
| Belgique             | Kevin Van Der Perren | | 1               | 0                | 1            |
| Biélorussie          | Sergei Davydov | | 1               | 0                | 1            |
| Bulgarie             | Ivan Dinev Maxim Staviski Stanimir Todorov                                                                                     | Albena Denkova Rumiana Spassova                                                                                             | 3               | 2                | 5            |
| Canada               | Craig Buntin Jeffrey Buttle Bryce Davison Patrice Lauzon Aaron Lowe Emanuel Sandhu Shawn Sawyer                                | Jessica Dube Marie-France Dubreuil Mira Leung Valerie Marcoux Joannie Rochette Megan Wing                                   | 7               | 6                | 13           |
| Chine                | Zhang Min Li Chengjiang Tong Jian Zhang Hao Zhao Hongbo                                                                        | Pang Qing Shen Xue Yan Liu Zhang Dan                                                                                        | 5               | 4                | 9            |
| Corée du Nord        | Han Jong-in Phyo Yong-myong | Jong Yong-hyok Kim Yong-suk                                                                                                 | 2               | 2                | 4            |
| Croatie              | | Idora Hegel | 0               | 1                | 1            |
| Estonie              | Aleksei Saks | Elena Glebova Diana Rennik                                                                                                  | 1               | 2                | 3            |
| États-Unis           | Benjamin Agosto John Baldwin Evan Lysacek Ryan O'Meara Aaron Parchem Denis Petukhov Matthew Savoie Johnny Weir                 | Tanith Belbin Sasha Cohen Melissa Gregory Marcy Hinzmann Emily Hughes Rena Inoue Kimmie Meissner Jamie Silverstein          | 8               | 8                | 16           |
| Finlande             | | Kiira Korpi Susanna Poykio                                                                                                  | 0               | 2                | 2            |
| France               | Yannick Bonheur Fabian Bourzat Frédéric Dambier Brian Joubert Olivier Schoenfelder                                             | Isabelle Delobel Nathalie Péchalat Marylin Pla                                                                              | 5               | 3                | 8            |
| Géorgie              | Vakhtang Murvanidze | Elene Gedevanishvili | 1               | 1                | 2            |
| Hongrie              | Attila Elek Zoltán Tóth | Nóra Hoffmann Viktória Pavuk Júlia Sebestyén                                                                                | 2               | 3                | 5            |
| Israël               | Sergei Sakhnovski Roman Zaretski                                                                                               | Galit Chait Alexandra Zaretski                                                                                              | 2               | 2                | 4            |
| Italie               | Maurizio Margaglio Massimo Scali Karel Zelenka                                                                                 | Federica Faiella Silvia Fontana Barbara Fusar-Poli Carolina Kostner                                                         | 3               | 4                | 7            |
| Japon                | Akiyuki Kido Daisuke Takahashi                                                                                                 | Miki Ando Shizuka Arakawa Fumie Suguri Nozomi Watanabe                                                                      | 2               | 4                | 6            |
| Lituanie             | Povilas Vanagas | Margarita Drobiazko | 1               | 1                | 2            |
| Luxembourg           | | Fleur Maxwell | 0               | 1                | 1            |
| Ouzbékistan          | Artem Knyazev | Marina Aganina Anastasia Gimazetdinova                                                                                      | 1               | 2                | 3            |
| Pologne              | Mariusz Siudek Michal Zych | Alexandra Kauc Dorota Zagórska                                                                                              | 2               | 2                | 4            |
| Roumanie             | Gheorghe Chiper | Roxana Luca | 1               | 1                | 2            |
| Royaume-Uni          | John Kerr | Sinead Kerr | 1               | 1                | 2            |
| Russie               | Maksim Chabaline Ilia Klimkin Roman Kostomarov Maksim Marinin Sergey Novitski Evgeni Plushenko Sergei Slavnov Aleksey Tikhonov | Oksana Domnina Jana Khokhlova Tatiana Navka Julia Obertas Maria Petrova Irina Sloutskaïa Ielena Sokolova Tatiana Totmianina | 8               | 8                | 16           |
| Serbie-et-Monténégro | Trifun Živanović | | 1               | 0                | 1            |
| Slovénie             | Gregor Urbas | | 1               | 0                | 1            |
| Suède                | Kristoffer Berntsson | | 1               | 0                | 1            |
| Suisse               | Jamal Othman Stéphane Lambiel                                                                                                  | Sarah Meier | 2               | 1                | 3            |
| Tchéquie             | Tomas Verner | | 1               | 0                | 1            |
| Turquie              | | Tugba Karademir | 0               | 1                | 1            |
| Ukraine              | Andrei Bekh Ruslan Honcharov Anton Kovalevski Stanislav Morozov Oleg Voiko                                                     | Julia Beloglazova Galina Efremenko Julia Golovina Olena Hrushyna Elena Liashenko Tatiana Volosozhar                         | 5               | 6                | 11           |
| Total                | Total | Total | 74              | 73               | 147          |

## Podiums
| Épreuves                            | Or                                  | Argent                          | Bronze                            |
| ----------------------------------- | ----------------------------------- | ------------------------------- | --------------------------------- |
| Messieurs résultats détaillés       | Evgeni Plushenko                    | Stéphane Lambiel                | Jeffrey Buttle                    |
| Dames résultats détaillés           | Shizuka Arakawa                     | Sasha Cohen                     | Irina Sloutskaïa                  |
| Couples résultats détaillés         | Tatiana Totmianina / Maksim Marinin | Zhang Dan / Zhang Hao           | Shen Xue / Zhao Hongbo            |
| Danse sur glace résultats détaillés | Tatiana Navka / Roman Kostomarov    | Tanith Belbin / Benjamin Agosto | Olena Hrushyna / Ruslan Honcharov |

## Tableau des médailles
| Rang  | Pays       | Médaille d'or, Jeux olympiques | Médaille d'argent, Jeux olympiques | Médaille de bronze, Jeux olympiques | Total |
| 1     | Russie     | 3                              | 0                                  | 1                                   | 4     |
| 2     | Japon      | 1                              | 0                                  | 0                                   | 1     |
| 3     | États-Unis | 0                              | 2                                  | 0                                   | 2     |
| 4     | Chine      | 0                              | 1                                  | 1                                   | 2     |
| 5     | Suisse     | 0                              | 1                                  | 0                                   | 1     |
| 6     | Canada     | 0                              | 0                                  | 1                                   | 1     |
| 6     | Ukraine    | 0                              | 0                                  | 1                                   | 1     |
| Total | Total      | 4                              | 4                                  | 4                                   | 12    |

## Détails des compétitions

### Messieurs

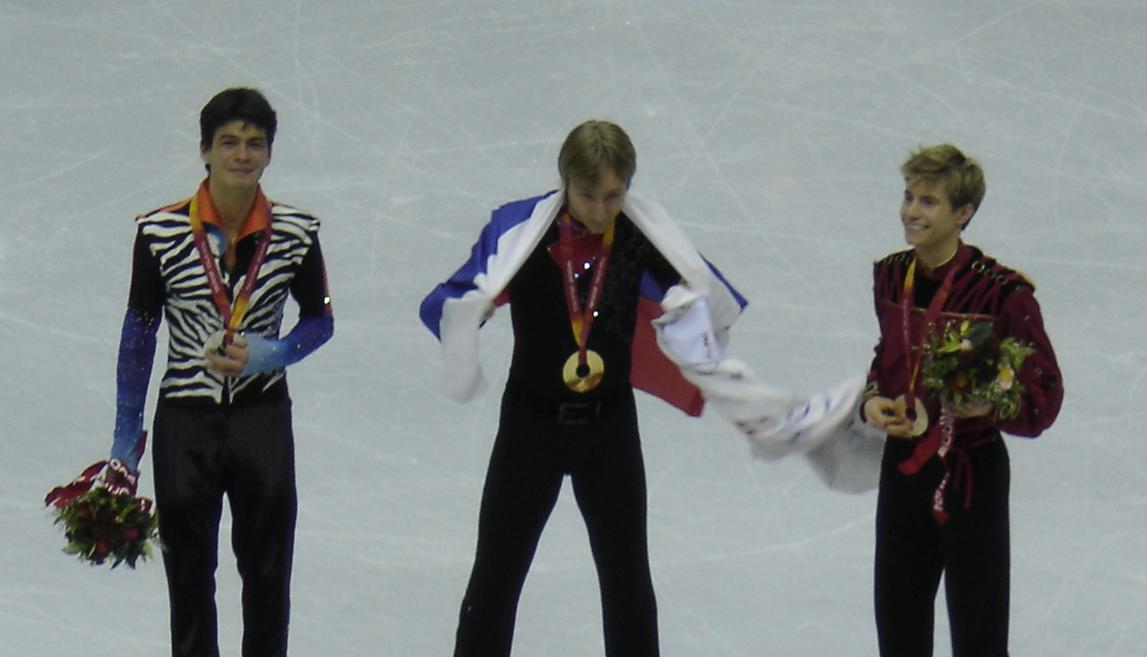
Podium des Messieurs

| Rang                                        | Nom                  | Pays                 | Points | Programme court | Programme court | Programme libre | Programme libre |
| ------------------------------------------- | -------------------- | -------------------- | ------ | --------------- | --------------- | --------------- | --------------- |
| 1                                           | Evgeni Plushenko     | Russie               | 258.33 | 1               | 90.66           | 1               | 167.67          |
| 2                                           | Stéphane Lambiel     | Suisse               | 231.21 | 3               | 79.04           | 4               | 152.17          |
| 3                                           | Jeffrey Buttle       | Canada               | 227.59 | 6               | 73.29           | 2               | 154.30          |
| 4                                           | Evan Lysacek         | États-Unis           | 220.13 | 10              | 67.55           | 3               | 152.58          |
| 5                                           | Johnny Weir          | États-Unis           | 216.63 | 2               | 80.00           | 6               | 136.63          |
| 6                                           | Brian Joubert        | France               | 212.89 | 4               | 77.77           | 7               | 135.12          |
| 7                                           | Matthew Savoie       | États-Unis           | 206.67 | 8               | 69.15           | 5               | 137.52          |
| 8                                           | Daisuke Takahashi    | Japon                | 204.89 | 5               | 73.77           | 9               | 131.12          |
| 9                                           | Kevin Van Der Perren | Belgique             | 197.39 | 13              | 65.36           | 8               | 132.03          |
| 10                                          | Zhang Min            | Chine                | 196.27 | 11              | 67.39           | 11              | 128.88          |
| 11                                          | Ilia Klimkin         | Russie               | 191.80 | 18              | 61.61           | 10              | 130.19          |
| 12                                          | Shawn Sawyer         | Canada               | 190.83 | 12              | 67.20           | 12              | 123.63          |
| 13                                          | Emanuel Sandhu       | Canada               | 190.24 | 7               | 69.75           | 14              | 120.49          |
| 14                                          | Gheorghe Chiper      | Roumanie             | 186.19 | 9               | 67.66           | 17              | 118.53          |
| 15                                          | Sergei Davydov       | Biélorussie          | 184.59 | 14              | 64.65           | 16              | 119.94          |
| 16                                          | Li Chengjiang        | Chine                | 182.21 | 21              | 60.23           | 13              | 121.98          |
| 17                                          | Ivan Dinev           | Bulgarie             | 180.11 | 15              | 63.64           | 18              | 116.47          |
| 18                                          | Tomáš Verner         | Tchéquie             | 180.07 | 22              | 59.71           | 15              | 120.36          |
| 19                                          | Frédéric Dambier     | France               | 177.59 | 19              | 61.17           | 19              | 116.42          |
| 20                                          | Anton Kovalevski     | Ukraine              | 172.84 | 16              | 63.41           | 21              | 109.43          |
| 21                                          | Stefan Lindemann     | Allemagne            | 172.57 | 20              | 60.52           | 20              | 112.05          |
| 22                                          | Viktor Pfeifer       | Autriche             | 163.87 | 17              | 62.17           | 23              | 101.70          |
| 23                                          | Kristoffer Berntsson | Suède                | 161.95 | 23              | 59.55           | 22              | 102.40          |
| 24                                          | Zoltán Tóth          | Hongrie              | 145.47 | 24              | 55.07           | 24              | 90.40           |
| Patineurs éliminés après le programme court |                      |                      |        |                 |                 |                 |                 |
| 25                                          | Karel Zelenka        | Italie               |        | 25              | 53.46           | NC              | NC              |
| 26                                          | Trifun Živanović     | Serbie-et-Monténégro |        | 26              | 53.40           | NC              | NC              |
| 27                                          | Jamal Othman         | Suisse               |        | 27              | 52.18           | NC              | NC              |
| 28                                          | Vakhtang Murvanidze  | Géorgie              |        | 28              | 49.68           | NC              | NC              |
| 29                                          | Gregor Urbas         | Slovénie             |        | 29              | 46.48           | NC              | NC              |
| 30                                          | Han Jong-in          | Corée du Nord        |        | 30              | 42.11           | NC              | NC              |

### Dames
| Rang                                          | Nom                     | Pays          | Points | Programme court | Programme court | Programme libre | Programme libre |
| --------------------------------------------- | ----------------------- | ------------- | ------ | --------------- | --------------- | --------------- | --------------- |
| 1                                             | Shizuka Arakawa         | Japon         | 191.34 | 3               | 66.02           | 1               | 125.32          |
| 2                                             | Sasha Cohen             | États-Unis    | 183.36 | 1               | 66.73           | 2               | 117.63          |
| 3                                             | Irina Sloutskaïa        | Russie        | 181.44 | 2               | 66.70           | 3               | 114.74          |
| 4                                             | Fumie Suguri            | Japon         | 175.23 | 4               | 61.75           | 4               | 113.48          |
| 5                                             | Joannie Rochette        | Canada        | 167.27 | 9               | 55.85           | 5               | 111.42          |
| 6                                             | Kimmie Meissner         | États-Unis    | 165.71 | 5               | 59.40           | 6               | 106.31          |
| 7                                             | Emily Hughes            | États-Unis    | 160.87 | 7               | 57.08           | 7               | 103.79          |
| 8                                             | Sarah Meier             | Suisse        | 156.13 | 10              | 55.57           | 8               | 100.56          |
| 9                                             | Carolina Kostner        | Italie        | 153.50 | 11              | 53.77           | 9               | 99.73           |
| 10                                            | Elene Gedevanishvili    | Géorgie       | 151.46 | 6               | 57.90           | 13              | 93.56           |
| 11                                            | Liu Yan                 | Chine         | 145.30 | 15              | 49.84           | 11              | 95.46           |
| 12                                            | Mira Leung              | Canada        | 145.16 | 14              | 50.61           | 12              | 94.55           |
| 13                                            | Susanna Pöykiö          | Finlande      | 143.22 | 12              | 53.74           | 15              | 89.48           |
| 14                                            | Ielena Sokolova         | Russie        | 142.35 | 18              | 46.69           | 10              | 95.66           |
| 15                                            | Miki Andō               | Japon         | 140.20 | 8               | 56.00           | 16              | 84.20           |
| 16                                            | Kiira Korpi             | Finlande      | 137.20 | 20              | 44.84           | 14              | 92.36           |
| 17                                            | Elena Liashenko         | Ukraine       | 134.08 | 13              | 52.35           | 18              | 81.73           |
| 18                                            | Júlia Sebestyén         | Hongrie       | 129.26 | 16              | 49.58           | 20              | 79.68           |
| 19                                            | Idora Hegel             | Croatie       | 127.07 | 17              | 47.06           | 19              | 80.01           |
| 20                                            | Galina Efremenko        | Ukraine       | 125.37 | 24              | 41.25           | 17              | 84.12           |
| 21                                            | Tuğba Karademir         | Turquie       | 123.64 | 22              | 44.20           | 21              | 79.44           |
| 22                                            | Silvia Fontana          | Italie        | 120.37 | 23              | 42.47           | 22              | 77.90           |
| 23                                            | Viktória Pavuk          | Hongrie       | 119.85 | 19              | 46.40           | 23              | 73.45           |
| 24                                            | Fleur Maxwell           | Luxembourg    | 109.57 | 21              | 44.53           | 24              | 65.04           |
| Patineuses éliminées après le programme court |                         |               |        |                 |                 |                 |                 |
| 25                                            | Joanne Carter           | Australie     |        | 25              | 40.86           | NC              | NC              |
| 26                                            | Roxana Luca             | Roumanie      |        | 26              | 39.37           | NC              | NC              |
| 27                                            | Kim Yong-suk            | Corée du Nord |        | 27              | 39.16           | NC              | NC              |
| 28                                            | Jelena Glebova          | Estonie       |        | 28              | 37.47           | NC              | NC              |
| 29                                            | Anastasia Gimazetdinova | Ouzbékistan   |        | 29              | 38.44           | NC              | NC              |

### Couples
| Rang    | Nom                                    | Pays          | Points | Programme court | Programme court | Programme libre | Programme libre |
| ------- | -------------------------------------- | ------------- | ------ | --------------- | --------------- | --------------- | --------------- |
| 1       | Tatiana Totmianina / Maksim Marinin    | Russie        | 204.48 | 1               | 68.64           | 1               | 135.84          |
| 2       | Zhang Dan / Zhang Hao                  | Chine         | 189.73 | 2               | 64.72           | 2               | 125.01          |
| 3       | Shen Xue / Zhao Hongbo                 | Chine         | 186.91 | 5               | 62.32           | 3               | 124.59          |
| 4       | Pang Qing / Tong Jian                  | Chine         | 186.67 | 4               | 63.19           | 4               | 123.48          |
| 5       | Maria Petrova / Aleksey Tikhonov       | Russie        | 181.69 | 3               | 64.27           | 6               | 117.42          |
| 6       | Aljona Savchenko / Robin Szolkowy      | Allemagne     | 180.15 | 7               | 60.96           | 5               | 119.19          |
| 7       | Rena Inoue / John Baldwin              | États-Unis    | 175.01 | 6               | 61.27           | 7               | 113.74          |
| 8       | Julia Obertas / Sergei Slavnov         | Russie        | 166.54 | 8               | 60.25           | 9               | 106.29          |
| 9       | Dorota Zagórska / Mariusz Siudek       | Pologne       | 165.95 | 9               | 56.10           | 8               | 109.85          |
| 10      | Jessica Dubé / Bryce Davison           | Canada        | 159.71 | 11              | 55.48           | 10              | 104.23          |
| 11      | Valérie Marcoux / Craig Buntin         | Canada        | 158.21 | 10              | 55.62           | 11              | 102.59          |
| 12      | Tatiana Volosozhar / Stanislav Morozov | Ukraine       | 148.38 | 12              | 50.14           | 12              | 98.24           |
| 13      | Marcy Hinzmann / Aaron Parchem         | États-Unis    | 147.05 | 13              | 49.58           | 13              | 97.47           |
| 14      | Marylin Pla / Yannick Bonheur          | France        | 132.84 | 14              | 44.24           | 14              | 88.60           |
| 15      | Eva-Maria Fitze / Rico Rex             | Allemagne     | 120.23 | 16              | 43.86           | 16              | 76.37           |
| 16      | Marina Aganina / Artem Knyazev         | Ouzbékistan   | 119.55 | 15              | 44.02           | 17              | 75.53           |
| 17      | Diana Rennik / Aleksei Saks            | Estonie       | 118.13 | 18              | 39.72           | 15              | 78.41           |
| 18      | Julia Beloglazova / Andrei Bekh        | Ukraine       | 115.62 | 17              | 43.85           | 19              | 71.77           |
| 19      | Rumiana Spassova / Stanimir Todorov    | Bulgarie      | 111.25 | 19              | 37.27           | 18              | 73.98           |
| Abandon | Jong Yong-hyok / Phyo Yong-myong       | Corée du Nord |        | 20              | 33.63           |                 |                 |

### Danse sur glace
| Rang    | Nom                                     | Nation      | Points | Danse imposée | Danse imposée | Danse originale | Danse originale | Danse libre | Danse libre |
| ------- | --------------------------------------- | ----------- | ------ | ------------- | ------------- | --------------- | --------------- | ----------- | ----------- |
| 1       | Tatiana Navka / Roman Kostomarov        | Russie      | 200.64 | 2             | 38.20         | 1               | 61.07           | 1           | 101.37      |
| 2       | Tanith Belbin / Benjamin Agosto         | États-Unis  | 196.06 | 6             | 37.36         | 2               | 60.53           | 4           | 98.17       |
| 3       | Olena Hrushyna / Ruslan Honcharov       | Ukraine     | 195.85 | 5             | 37.39         | 3               | 59.29           | 3           | 99.17       |
| 4       | Isabelle Delobel / Olivier Schoenfelder | France      | 194.28 | 7             | 36.44         | 4               | 58.34           | 2           | 99.50       |
| 5       | Albena Denkova / Maxim Staviski         | Bulgarie    | 189.53 | 3             | 37.65         | 5               | 55.85           | 5           | 96.03       |
| 6       | Barbara Fusar-Poli / Maurizio Margaglio | Italie      | 183.46 | 1             | 38.78         | 10              | 51.73           | 8           | 92.95       |
| 7       | Margarita Drobiazko / Povilas Vanagas   | Lituanie    | 183.21 | 8             | 35.23         | 8               | 52.79           | 6           | 95.19       |
| 8       | Galit Chait / Sergei Sakhnovski         | Israël      | 181.16 | 13            | 31.07         | 6               | 55.65           | 7           | 94.44       |
| 9       | Oksana Domnina / Maksim Chabaline       | Russie      | 173.76 | 9             | 33.37         | 9               | 52.36           | 9           | 88.03       |
| 10      | Sinead Kerr / John Kerr                 | Royaume-Uni | 167.43 | 11            | 31.58         | 11              | 50.28           | 13          | 85.57       |
| 11      | Megan Wing / Aaron Lowe                 | Canada      | 166.40 | 12            | 31.42         | 12              | 49.17           | 12          | 85.81       |
| 12      | Jana Khokhlova / Sergey Novitski        | Russie      | 164.48 | 14            | 30.90         | 13              | 47.15           | 11          | 86.43       |
| 13      | Federica Faiella / Massimo Scali        | Italie      | 164.37 | 10            | 33.20         | 21              | 43.25           | 10          | 87.92       |
| 14      | Melissa Gregory / Denis Petukhov        | États-Unis  | 159.15 | 15            | 30.51         | 14              | 47.00           | 14          | 81.64       |
| 15      | Nozomi Watanabe / Akiyuki Kido          | Japon       | 153.41 | 17            | 27.95         | 15              | 46.59           | 15          | 78.87       |
| 16      | Jamie Silverstein / Ryan O'Meara        | États-Unis  | 150.40 | 18            | 27.53         | 16              | 46.00           | 18          | 76.87       |
| 17      | Nóra Hoffmann / Attila Elek             | Hongrie     | 149.47 | 19            | 27.53         | 18              | 44.04           | 16          | 77.90       |
| 18      | Nathalie Péchalat / Fabian Bourzat      | France      | 149.31 | 16            | 28.59         | 17              | 44.07           | 19          | 76.65       |
| 19      | Kristin Fraser / Igor Lukanin           | Azerbaïdjan | 148.24 | 20            | 27.27         | 19              | 43.83           | 17          | 77.14       |
| 20      | Anastasia Grebenkina / Vazgen Azroyan   | Arménie     | 137.99 | 22            | 24.28         | 20              | 43.83           | 21          | 69.88       |
| 21      | Alexandra Kauc / Michał Zych            | Pologne     | 136.60 | 21            | 24.93         | 22              | 42.06           | 22          | 69.61       |
| 22      | Alexandra Zaretski / Roman Zaretski     | Israël      | 135.80 | 24            | 23.51         | 23              | 41.21           | 20          | 71.08       |
| 23      | Julia Golovina / Oleg Voiko             | Ukraine     | 128.49 | 23            | 23.88         | 24              | 39.92           | 23          | 64.69       |
| Abandon | Marie-France Dubreuil / Patrice Lauzon  | Canada      |        | 4             | 37.44         | 7               | 54.36           |             |             |